# Jeanine Kleykens
Jeanine Planques-Kleykens (née le 8 août 1925 à Maisons-Laffitte et morte le 16 août 1994) est une designeuse textile belge. Elle se consacre pendant plus de 25 ans à la création de textiles, elle crée de nombreux motifs et divers thèmes d'inspirations pour la firme Essix et s’occupe également des tissus d’ameublement pour la société Lattoflex,,. Elle contribue à établir un lien créatif entre les industriels et le public dans le domaine du textile en Belgique. Jeanine Kleykens a également enseigné à l’ENSAV,.

## Biographie
Jeanine Kleykens est étudiante à La Cambre (ENSAV) avant d'y devenir professeure, elle  commence comme artisane et, dans les années 1960, travaille pour l'industrie textile en tant que designeuse,. Que ce soit pour recouvrir des sièges de voitures ou réaliser des tentures, des canapés, des maillots de bain, des toiles à matelas, elle touche à une grande variété de domaines. Jeanine Kleykens contribue grandement à l’émancipation du textile sous des formes diverses et colorées.
Elle donne des cours à l'ENSAV, à partir du 22 octobre 1967, de tissage, tapis, tapisserie et de gravure et illustration du livre,.
Elle propose de nombreux stages à ses étudiants afin de les faire évoluer et s'épanouir, dès  1968-69, elle demande une série de courts séjours à l’École nationale d'art décoratif d'Aubusson. Plusieurs de ses étudiants ont remporté des premiers prix notamment au Festival international du lin à Monte-Carlo dans la section ameublement.
Elle travaille en parallèle de son statut de professeure dans le département des ventes de 1967 à 1973. Elle est employée à Solintex.
Jeanine Kleykens est créatrice consultante et professeure à l'Institut Bischoffsheim et dirige le Centre de recherche de la Fondation de la tapisserie de la Communauté française (depuis 2012,  TAMAT, Centre de la tapisserie, des arts muraux et des arts du tissu de la Fédération Wallonie-Bruxelles). Elle y dirige l'atelier "Textile design et art du tissu".
Elle fait partie des membres du jury pour l’exposition « d’artisanat belge » organisé à la Grand-Place de Bruxelles en mai 1983.
Par la suite, elle crée son propre bureau dans lequel elle travaille en collaboration avec Marianne Oosthoek et Fabienne Colet, Andy Jacobs et Léon Kleykens son mari.

## Œuvres
Jeanne Kleykens est créatrice consultante chez Essix où elle conçoit la collection annuelle de linge de lit de 1968 à 1992.